# Governo Valls I
Manuel Valls è stato nominato Primo ministro francese il 31 marzo 2014 dal Presidente della Repubblica François Hollande, a seguito delle dimissioni di Jean-Marc Ayrault dovute alla sconfitta del Partito Socialista alle elezioni amministrative. Il 2 aprile 2014 è stata annunciata la lista dei ministri. Il governo è caduto il 25 agosto dello stesso anno a seguito delle dimissioni del primo ministro Valls. Il presidente Hollande incaricò Valls di costituire un nuovo esecutivo (governo Valls II).

## Composizione

### Primo ministro
| Immagine | Funzione       | Nome         | Partito |
| -------- | -------------- | ------------ | ------- |
|          | Primo ministro | Manuel Valls | PS      |

### Ministri
| Immagine | Funzione                                                                               | Nome                   | Partito       |
| -------- | -------------------------------------------------------------------------------------- | ---------------------- | ------------- |
|          | Ministro degli Affari esteri e dello Sviluppo internazionale                           | Laurent Fabius         | PS            |
|          | Ministro dell'Ecologia, dello Sviluppo sostenibile e dell'Energia                      | Ségolène Royal         | PS            |
|          | Ministro dell'Educazione nazionale, dell'Insegnamento superiore e della Ricerca        | Benoît Hamon           | PS            |
|          | Ministro della Giustizia, Guardasigilli                                                | Christiane Taubira     | PRG / Walwari |
|          | Ministro delle Finanze e dei Conti pubblici                                            | Michel Sapin           | PS            |
|          | Ministro dell'Economia, del Recupero produttivo e degli Affari digitali                | Arnaud Montebourg      | PS            |
|          | Ministro degli Affari sociali e della Sanità                                           | Marisol Touraine       | PS            |
|          | Ministro del Lavoro, dell'Occupazione e del Dialogo sociale                            | François Rebsamen      | PS            |
|          | Ministro della Difesa                                                                  | Jean-Yves Le Drian     | PS            |
|          | Ministro dell'Interno                                                                  | Bernard Cazeneuve      | PS            |
|          | Ministro dei Diritti delle donne, della Città, della Gioventù e dello Sport            | Najat Vallaud-Belkacem | PS            |
|          | Ministro Decentralizzazione e della Funzione pubblica                                  | Marylise Lebranchu     | PS            |
|          | Ministro della Cultura e della Comunicazione                                           | Aurélie Filippetti     | PS            |
|          | Ministro dell'Agricoltura, dell'Agroalimentare e della Foresta - Portavoce del Governo | Stéphane Le Foll       | PS            |
|          | Ministro della Casa e dell'Uguaglianza dei territori                                   | Sylvia Pinel           | PRG           |
|          | Ministro dell'Oltremare                                                                | George Pau-Langevin    | PS            |

### Segretari di Stato
| Immagine | Funzione | Ministero di appartenenza                                                        | Nome               | Partito |
| -------- | --- | -------------------------------------------------------------------------------- | ------------------ | ------- |
|          | Segretario di Stato incaricato dei Rapporti con il Parlamento                                                  | Primo ministro                                                                   | Jean-Marie Le Guen | PS      |
|          | Segretario di Stato incaricato della Riforma dello Stato e della Semplificazione                               | Primo ministro                                                                   | Thierry Mandon     | PS      |
|          | Segretario di Stato incaricato del Commercio estero, della promozione del Turismo e dei Francesi all'Estero    | Ministero degli Affari Esteri e dello Sviluppo Internazionale                    | Fleur Pellerin     | PS      |
|          | Segretario di Stato incaricato degli Affari Europei                                                            | Ministero degli Affari Esteri e dello Sviluppo Internazionale                    | Harlem Désir       | PS      |
|          | Segretario di Stato incaricato dello Sviluppo e della Francofonia                                              | Ministero degli Affari Esteri e dello Sviluppo Internazionale                    | Annick Girardin    | PRG     |
|          | Segretario di Stato incaricato dei Trasporti, del Mare e della Pesca                                           | Ministero dell'Ecologia, dello Sviluppo sostenibile e dell'Energia               | Frédéric Cuvillier | PS      |
|          | Segretario di Stato incaricato dell'Insegnamento superiore e della Ricerca                                     | Ministero dell'Educazione nazionale, dell'Insegnamento superiore e della Ricerca | Geneviève Fioraso  | PS      |
|          | Segretario di Stato incaricato del Bilancio                                                                    | Ministero delle Finanze e dei Conti pubblici                                     | Christian Eckert   | PS      |
|          | Segretario di Stato incaricato del Commercio, dell'Artigianato, del Consumo e dell'Economia sociale e solidale | Ministero dell'Economia, del Recupero Produttivo e degli Affari digitali         | Carole Delga       | PS      |
|          | Segretario di Stato incaricato degli Affari digitali                                                           | Ministero dell'Economia, del Recupero Produttivo e degli Affari digitali         | Axelle Lemaire     | PS      |
|          | Segretario di Stato incaricato dei Veterani e della Memoria                                                    | Ministero della Difesa                                                           | Kader Arif         | PS      |
|          | Segretario di Stato incaricato della Riforma territoriale                                                      | Ministero della Decentralizzazione e della Funzione Pubblica                     | André Vallini      | PS      |
|          | Segretario di Stato incaricato della Famiglia, delle Persone anziane e dell'Autonomia                          | Ministero degli Affari sociali e della Sanità                                    | Laurence Rossignol | PS      |
|          | Segretario di Stato incaricato delle Persone portatrici di handicap e della Lotta contro l'esclusione          | Ministero degli Affari sociali e della Sanità                                    | Ségolène Neuville  | PS      |
|          | Segretario di Stato incaricato dello Sport                                                                     | Ministero dei Diritti delle donne, della Città, della Gioventù e dello Sport     | Thierry Braillard  | PRG     |